# Лази (град)
Ла̀зи (на полски: Łazy) е град в Южна Полша, Силезко войводство, Заверченски окръг. Административен център е на градско-селската Лазка община. Заема площ от 8,60 км2.

## Население
Според данни от полската Централна статистическа служба, към 1 януари 2014 г. населението на града възлиза на 7 047 души. Гъстотата е 819 души/км2.